# Бичка, Деймантас
Деймантас Бичка (лит. Deimantas Bička; 13 февраля 1972, Паневежис) — литовский футболист, полузащитник. Выступал за сборную Литвы.

## Биография
Воспитанник паневежисского футбола. Взрослую карьеру начинал в составе местного «Экранаса» — сначала в чемпионате Литовской ССР среди КФК, а после выхода литовских клубов из советской лиги в 1990 году — в независимом чемпионате Литвы. Летом 1991 года перешёл в «Панерис» (Вильнюс), где выступа следующие три сезона. Становился серебряным (1991/92) и бронзовым (1992/93) призёром чемпионата страны, а в сезоне 1992/93 также стал вторым бомбардиром чемпионата с 14 голами, уступив Вайдотасу Шлякису (16). Осенью 1994 года на время возвращался в «Экранас». В ходе сезона 1994/95 перешёл в «Сакалас» (Шяуляй), позже переименованный в «Кареду», в этом клубе за неполные шесть сезонов сыграл более ста матчей. С «Каредой» стал двукратным чемпионом (1996/97, 1997/98) и двукратным серебряным призёром (1995/96, 1998/99), обладателем Кубка Литвы (1996, 1999).
Летом 1999 года впервые перешёл в зарубежный клуб — молдавский «Шериф» (Тирасполь). В сезоне 1999/00 сыграл все 36 матчей в чемпионате Молдавии и стал серебряным призёром. Осенью следующего года сыграл только 3 матча. В начале 2001 года перешёл в латвийский «Вентспилс», где провёл шесть сезонов, сыграв 160 матчей в чемпионатах Латвии. Становился чемпионом (2006), неоднократным серебряным (2001, 2002) и бронзовым (2003, 2004, 2005) призёром чемпионата Латвии, обладателем Кубка Латвии (2003, 2004, 2005). В 2004 году занял шестое место среди бомбардиров с 11 голами, в 2003 году — девятое место с 9 голами.
В 2007 году вернулся на родину и провёл четыре сезона в составе «Экранаса», сыграв более ста матчей. Был капитаном команды. Трёхкратный чемпион (2008, 2009, 2010) и бронзовый призёр (2007) чемпионата Литвы, обладатель Кубка страны (2010). В 2008 году был признан лучшим игроком чемпионата Литвы. По окончании сезона 2009 года объявлял о завершении карьеры, но затем на один сезон вернулся в команду. В конце карьеры играл на любительском уровне за «Прелегентай» (Вильнюс).
Всего в высших лигах Литвы, Молдавии и Латвии сыграл не менее 493 матчей и забил 117 голов.
В феврале-мае 1993 года сыграл 4 матча за национальную сборную Литвы, два из которых считаются неофициальными. Дебютировал 20 февраля 1993 года в игре против Латвии.
В 2011—2013 годах работал в «Экранасе» спортивным директором. В 2023 году получил тренерскую лицензию «А».

## Личная жизнь
Сын Каюс (род. 2004) также стал футболистом.